# Parallelia medioalbata
Parallelia medioalbata là một loài bướm đêm trong họ Erebidae.